# Hannah Matthews
Pour les articles homonymes, voir Matthews.
Hannah Matthews est une joueuse de hockey sur gazon irlandaise évoluant au poste de défenseure au Loreto HC et pour l'équipe nationale irlandaise.

## Biographie
- Naissance le 24 mars 1991

## Carrière
Elle a fait partie de l'équipe nationale pour concourir à la Coupe du monde 2018 à Londres.

## Palmarès
- : 2e à la Coupe du monde 2018.